# EGroupWare
EGroupware je open source groupwarový software využívající webové rozhraní. Je napsaný v PHP a používá různé databáze (MySQL, PostgreSQL, SAP/Max DB s ODBC, MS SQL Server s ODBC, Oracle s ODBC). Obsahuje různé moduly, jako jsou například kalendář, adresář, správce kontaktů, IMAP e-mailový klient, CRM funkce, správce projektů, zdrojů, systému, souborů, pracovní výkaz, wiki, znalostní báze, work-flow a další.Mezi další zajímavé funkce je podpora LDAP, můžete použít např. OpenLDAP. Tím získáte možnost sdílet kontakty a používat jak vlastní webovou aplikaci tak i např. Thunderbird či Outlook.